# باخماتش
باخماتش (Бахмач) هي مدينة في مقاطعة تشيرنيهيفسكا في شمال البلاد يبلغ عدد سكانها 18441 شخص، بحسب تعداد العام 2016.

## عدد سكانها
13066 (1959)،
16270 (1970)،
22824 (1989)،
20332 (2001)،
18441(2016).

## التاريخ

### العصر القديم
تعود أول إشارة لاسم باخماتش إلى العام 1147 في مدونات زمنية أوكرانية قديمة. وكانت مدينة باخماتش تتبع لإمارة تشيرنيهيف آنذاك، وبعد ذلك بقليل دُمرت في حرب بين إمارتين متحاربتين.
ونشأت مدينة إسمها باخماتش أيضا في القرن ال17 من جديد. ووُضع 100 جندي من جيش القوزاق الأوكراني في باخماتش العام 1648 إبان حرب التحرير الأوكرانية تحت قيادة بوهدان خمل نيتس كيي. وعُرفت هذه المدينة في القرن ال19 بوجود مجموعات من الشوماك وهم تجار أوكرانيون يتاجرون بالملح.

### العصر السوفياتي
إثر اندلاع الثورة الروسية سنة 1917، قُتل عدد كبير من سكان البلدة على أيدي المحتلين الشيوعيين. كما لقي معظم سكان باخماتش مصرعهم أثناء المجاعة الاصطناعية التي نظمتها السلطات الشيوعية في 1932 و1933 (هولودومور).

### العصر المعاصر
```
باخماتش في العصر المعاصر هي ملتقى مهم للسكك الحديدية.
```